# Salsa Tabasco
La salsa Tabasco és una famosa salsa picant d'origen estatunidenc, creada el 1868 per Edmund McIlhenny. Es prepara amb vitet tabasco roig, vinagre, aigua i sal, macerats en barrils de roure. Encara que el seu nom procedeix de l'estat mexicà de Tabasco, es tracta d'un producte estatunidenc elaborat per la McIlhenny Company, que produeix tota la salsa venuda en el món des de la seua seu situada a la zona salina d'Avery Island, a la parròquia d'Iberia, a la zona meridional de l'estat de Louisiana.

## Història

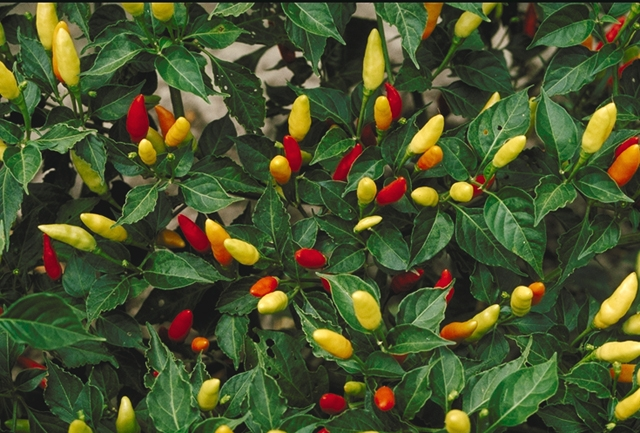
Vitet Tabasco.

El 1841 Edmund McIlhenny va emigrar a Nova Orleans, on va conèixer un viatger anomenat Gleason, al qual va comprar un grapat de vitets rojos portats des de l'Estat de Tabasco, Mèxic. Els vitets li van agradar tant que va començar a sembrar-los a la plantació del seu sogre, amo d'una mina de sal a l'illa d'Avery (situada a 140 milles a l'oest de Nova Orleans). No obstant això, en esclatar la Guerra de Secessió, la família McIlhenny va haver d'abandonar l'illa d'Avery fins que el conflicte va acabar. Finalitzada la guerra, els McIlhenny van tornar a sa casa, on els esperaven les seues terres cobertes de plantes de vitet en flor. El 1868, Edmund va començar a experimentar amb l'elaboració d'una salsa picant a partir d'aquests vitets, fins que va trobar la recepta definitiva. Els primers comensals, que eren els familiars i amics, van quedar encantats amb la salsa i prompte es va començar a parlar de la deliciosa "salsa d'en McIlhenny". Creada en principi sense cap propòsit comercial, les persones pròximes a Edmund el van animar a vendre-la fora del seu cercle. Edmund va començar a vendre la salsa de manera independent, fins que va aconseguir que agents comercials la distribuïren. La demanda va anar creixent ràpidament i es va convertir en un èxit comercial. A final de la dècada del 1870, Edmund va començar a exportar la salsa Tabasco a Europa.
Actualment la famosa salsa es pot trobar a més de 160 països dels cinc continents i està etiquetada en més de 22 idiomes, i conserva la recepta original de fa més d'un segle. L'empresa fundada per McIlhenny s'ha mantingut en propietat dels descendents des de la seua mort el 1890 fins al present, iPaul McIlhenny n'és l'actual director executiu, el quart de la companyia.